# Зелёное (Зеленовский сельский округ)
Зелёное (каз. Зеленое) — село в Зеленовском районе Западно-Казахстанской области Казахстана. Административный центр Зеленовского сельского округа. Код КАТО — 274435100.
Село расположено на реке Деркул примерно в 12 км к западу от села Перемётное.

## Население
В 1999 году население села составляло 2200 человек (1086 мужчин и 1114 женщин). По данным переписи 2009 года, в селе проживали 1603 человека (804 мужчины и 799 женщин).